# Nazionale maschile under 20 di calcio del Messico
La Nazionale di Calcio del Messico Under-20, controllata dalla FEMEXFUT, è la maggiore rappresentativa del Messico nelle competizioni U-20.

## Competizioni

### Mondiali U-20
| Anno   | Piazzamento      | G               | V               | N*              | P               | GF              | GS              |
| ------ | ---------------- | --------------- | --------------- | --------------- | --------------- | --------------- | --------------- |
| 1977   | Secondo posto    | 5               | 1               | 4               | 0               | 11              | 5               |
| 1979   | Primo turno      | 3               | 0               | 2               | 1               | 3               | 4               |
| 1981   | Primo turno      | 3               | 0               | 2               | 1               | 4               | 5               |
| 1983   | Primo turno      | 3               | 0               | 1               | 2               | 2               | 4               |
| 1985   | Quarti di finale | 4               | 3               | 0               | 1               | 7               | 3               |
| 1987   | Non qualificata  | Non qualificata | Non qualificata | Non qualificata | Non qualificata | Non qualificata | Non qualificata |
| 1989   | Non qualificata  | Non qualificata | Non qualificata | Non qualificata | Non qualificata | Non qualificata | Non qualificata |
| 1991   | Quarti di finale | 4               | 1               | 2               | 1               | 7               | 5               |
| 1993   | Quarti di finale | 4               | 2               | 1               | 1               | 6               | 3               |
| 1995   | Non qualificata  | Non qualificata | Non qualificata | Non qualificata | Non qualificata | Non qualificata | Non qualificata |
| 1997   | Ottavi di finale | 4               | 1               | 1               | 2               | 6               | 3               |
| 1999   | Quarti di finale | 5               | 3               | 1               | 1               | 9               | 5               |
| 2001   | Non qualificata  | Non qualificata | Non qualificata | Non qualificata | Non qualificata | Non qualificata | Non qualificata |
| 2003   | Primo turno      | 3               | 0               | 1               | 2               | 2               | 5               |
| 2005   | Non qualificata  | Non qualificata | Non qualificata | Non qualificata | Non qualificata | Non qualificata | Non qualificata |
| 2007   | Quarti di finale | 5               | 4               | 0               | 1               | 10              | 3               |
| 2009   | Non qualificata  | Non qualificata | Non qualificata | Non qualificata | Non qualificata | Non qualificata | Non qualificata |
| 2011   | Terzo posto      | 7               | 3               | 2               | 2               | 10              | 6               |
| 2013   | Ottavi di finale | 4               | 1               | 0               | 3               | 6               | 6               |
| 2015   | Primo turno      | 3               | 1               | 0               | 2               | 2               | 5               |
| 2017   | Quarti di finale | 5               | 2               | 1               | 2               | 4               | 4               |
| 2019   | Primo turno      | 3               | 0               | 0               | 3               | 1               | 6               |
| 2023   | Non qualificata  | Non qualificata | Non qualificata | Non qualificata | Non qualificata | Non qualificata | Non qualificata |
| Totale | 16/23            | 65              | 22              | 18              | 25              | 90              | 72              |

### Campionato nordamericano di calcio Under-20
- 13 vittorie  (1962, 1970, 1973, 1974, 1976, 1978, 1980, 1984, 1990, 1992, 2011, 2013, 2015)
- 3 secondi posti  (1988, 1996, 2018)

### Giochi panamericani
Anche se la squadra U-20 non ha rappresentato il Messico in tutti i giochi panamericani. Solo dal 2007 l'organizzazione ha istituito come limite d'età al torneo i 20 anni. 
- 1951 - Non qualificata
- 1955 - Medaglia d'Argento
- 1959 - Sesto posto
- 1963 - Non qualificata
- 1967 - Medaglia d'Oro
- 1971 - Primo turno
- 1975 - Medaglia d'Oro
- 1979 - Non qualificata
- 1983 - Primo turno
- 1987 - Quarto posto
- 1991 - Medaglia d'Argento
- 1995 - Medaglia d'Argento
- 1999 - Medaglia d'Oro
- 2003 - Medaglia di Bronzo
- 2007 - Medaglia di Bronzo
- 2011 - Medaglia d'Oro
- 2015 - Medaglia d'Argento

## Tutte le rose

### Campionato mondiale Under-20
Campionato mondiale di calcio Under-20 19771 Paredes, 2 Mora, 3 Rubio, 4 Álvarez, 5 Flores, 6 Lucano, 7 Cosío, 8 Rodríguez, 9 Moses, 10 Garduño, 11 Ambriz, 12 Mena, 13 Rergis, 14 García, 15 López Zarza, 16 Dávalos, 17 Manzo, 18 Plascencia, CT: Portugal
Campionato mondiale di calcio Under-20 19791 Aguilar Mijes, 2 Jiménez, 3 Guzmán, 4 Trejo, 5 Mora, 6 Comparán, 7 J. A. Luna, 8 Padrón, 9 Díaz, 10 Mendiburu, 11 Moralez, 12 Hernández, 13 Cisneros, 14 P. Luna, 15 Trujillo, 16 Romero, 17 Esquivel, 18 Larios, CT: Moncebáez
Campionato mondiale di calcio Under-20 19811 A. Chávez, 2 F. Chávez, 3 Gamal, 4 Dominguez, 5 Servín, 6 Martínez, 7 Muñoz, 8 Curiel, 9 Herrera, 10 Coss, 11 Ríos, 12 Escobedo, 13 Farfán, 14 Guillén, 15 Pereda, 16 Vaca, 17 Alonso, 18 Coría, CT: Portugal
Campionato mondiale di calcio Under-20 19831 Navarro, 2 Hernández, 3 Macedo, 4 Quintero, 5 Villegas, 6 Bernal, 7 García, 8 España, 9 Mucino, 10 Reyna, 11 Moreno, 12 Nava, 13 Gamboa, 14 Pajarito, 15 Huerta, 16 González, 17 Vázquez, 18 Panduro, CT: Velarde
Campionato mondiale di calcio Under-20 19851 García, 2 Orozco, 3 Torres, 4 Salatiel, 5 Huerta, 6 Medina, 7 Vázquez, 8 de la Torre, 9 García Aspe, 10 Cruz, 11 Uribe, 12 Quintero, 13 Herrera, 14 Frías, 15 Almazán, 16 Ambríz, 17 Patiño, 18 Becerra, CT: del Muro
Campionato del mondo Under-20 19911 Fuentes, 2 Enríquez, 3 Peña, 4 Trejo, 5 Delgado, 6 García, 7 Gallaga, 8 Gaytán, 9 Pineda, 10 Álvarez, 11 Martínez, 12 Quintero, 13 Mendoza, 14 González, 15 Parra, 16 Guijarro, 17 Hernández, 18 Domínguez, CT: Portugal
Campionato del mondo Under-20 19931 O. Sánchez, 2 Amante, 3 Solís, 4 Davino, 5 C. González, 6 R. González, 7 J. Sánchez, 8 G. García, 9 Olalde, 10 R. García, 11 Guadarrama, 12 Maldonado, 13 Munguía, 14 Cruz, 15 Astivia, 16 Sol, 17 Nieto, 18 Salazar, CT: Castillo
Campionato del mondo Under-20 19971 Álvarez, 2 Trujillo, 3 Ramírez, 4 Beltrán, 5 Briceño, 6 Cariño, 7 Sánchez, 8 Avilán, 9 Lillingston, 10 Santacruz, 11 Torres, 12 Rangel, 13 Ayala, 14 Hierro, 15 Valenzuela, 16 Maldonado, 17 Robles, 18 Mora, CT: Real
Campionato del mondo Under-20 19991 C. Martínez, 2 Méndez, 3 Mascorro, 4 Márquez, 5 Morales, 6 Torrado, 7 Nava, 8 Victorino, 9 Mendoza, 10 J.P. Rodríguez, 11 Osorno, 12 Ibarra, 13 L. González, 14 E. Rodríguez, 15 J. Martínez, 16 Pacheco, 17 M. González, 18 Reynoso, CT: del Muro
Campionato del mondo Under-20 20031 Martínez, 2 López, 3 de la Barrera, 4 Huiqui, 5 Jiménez, 6 Pinto, 7 Cortés, 8 Medina, 9 de Nigris, 10 F. Torres, 11 Mendoza, 12 Urbina, 13 Palacios, 14 Zea, 15 Cervantes, 16 Ortíz, 17 Costilla, 18 de la Cruz, 19 Romo, 20 I. Torres, CT: Rergis
Campionato del mondo Under-20 20071 Blanco, 2 Araujo, 3 Juárez, 4 Ledesma, 5 Moreno, 6 Esparza, 7 Jo. Hernández, 8 Barrera, 9 Vela, 10 dos Santos, 11 Ja. Hernández, 12 Cota, 13 Domínguez, 14 Mares, 15 Silva, 16 Aldrete, 17 Guerrero, 18 Villaluz, 19 Bermúdez, 20 Castro, 21 Gallardo, CT: Ramírez
Campionato del mondo Under-20 20111 Rodríguez, 2 Álvarez, 3 Acosta, 4 Araujo, 5 de Buen, 6 Piñón, 7 Villalobos, 8 Orrantia, 9 Guarch, 10 Torres, 11 Dávila, 12 López, 13 Gallardo, 14 Enríquez, 15 Ibáñez, 16 Valencia, 17 Pulido, 18 Reyes, 19 Rivera, 20 Izazola, 21 González, CT: Chávez
Campionato del mondo Under-20 20131 Sánchez, 2 Flores, 3 Marín, 4 Briseño, 5 Hernández, 6 Zamorano, 7 Espericueta, 8 López, 9 Bueno, 10 Corona, 11 González, 12 Lajud, 13 Abella, 14 Fuentes, 15 Van Rankin, 16 Treviño, 17 Morales, 18 Luna, 19 Madrigal, 20 Escoboza, 21 Gurrola, CT: Almaguer
Campionato del mondo Under-20 20151 J. González, 2 K. Gutiérrez, 3 Bernal, 4 R. González, 5 Flores, 6 Guzmán, 7 E. Gutiérrez, 8 Lozano, 9 Martínez, 10 Díaz, 11 Ramírez, 12 Reséndez, 13 Arreola, 14 Aguirre, 15 O. Pineda, 16 Rodríguez, 17 Márquez, 18 Gama, 19 D. Pineda, 20 Lainez, 21 Gudiño, CT: Almaguer
Campionato del mondo Under-20 20171 Hernández García, 2 Cortés, 3 Álvarez, 4 Agüayo, 5 Mayorga, 6 Cervantes, 8 López, 9 Cisneros, 10 Zamudio, 11 Magaña, 12 Hernández, 13 Vázquez, 14 Esquivel, 15 Torres, 16 Venegas, 17 Lara, 18 Aguilar Millán, 19 Yrizar, 20 Aguirre, 21 Romero, CT: Ruiz
Campionato del mondo Under-20 20191 Higuera, 2 Álvarez, 3 Sepúlveda, 4 Orona, 5 Cárdenas, 6 Torres, 7 Hernández, 8 Domínguez, 9 Macías, 10 Lainez, 11 de la Rosa, 12 L. López, 13 Trejo, 14 León, 15 Plascencia, 16 Meraz, 17 D. López, 18 Gutiérrez, 19 Figueroa, 20 Lozano, 21 Alonzo, CT: Ramírez

### Campionato nordamericano Under-20
Campionato nordamericano Under-20 20051 Ochoa, 2 Cavazos, 3 Ceja, 4 Fernández, 5 Guerrero, 6 Hernández, 7 Jiménez, 8 Landín, 9 López, 10 Mariaca, 11 Prado, 12 Alamo, 13 Parra, 14 Ramírez, 15 Robles, 16 Rodríguez, 17 Velarde, 18 Urbina, CT: Grondona
Campionato nordamericano Under-20 20071 Blanco, 2 Araujo, 3 Juárez, 4 Sánchez, 5 Moreno, 6 Esparza, 7 Jorg. Hernández, 8 González, 9 Vela, 10 dos Santos, 11 Jav. Hernández, 12 Cota, 13 Mares, 14 Pérez, 15 Castro, 16 Aldrete, 17 Guerrero, 18 Villaluz, 19 Bermúdez, 20 Esqueda, CT: Ramírez
Campionato nordamericano Under-20 20091 Centeno, 2 Vidrio, 3 Alanís, 4 C. Sánchez, 5 Ocampo, 6 Montes, 7 Rivas, 8 Fabián, 9 Cortés, 10 Salazar, 11 Nava, 12 L. Sánchez, 13 Cabrera, 14 Calderón, 15 Velázquez, 16 Silva, 17 Dueñas, 18 Martínez, 19 Gutiérrez, 20 Pérez, CT: Chávez
Campionato nordamericano Under-20 20111 Rodríguez, 2 Álvarez, 3 Loera, 4 Araujo, 5 de Buen, 6 Piñón, 7 Villalobos, 8 Orrantia, 9 Guarch, 10 Mora, 11 Dávila, 12 López, 13 Gallardo, 14 Enríquez, 15 Ibáñez, 16 Valencia, 17 Pulido, 18 Reyes, 19 Rivera, 20 Izazola, CT: Chávez
Campionato nordamericano Under-20 20131 Sánchez, 2 Flores, 3 Marín, 4 Briseño, 5 B. Hernández, 6 Zamorano, 7 Espericueta, 8 Gómez, 9 Bueno, 10 Corona, 11 G. Hernández, 12 Lajud, 13 Abella, 14 Fuentes, 15 Van Rankin, 16 Treviño, 17 Fierro, 18 Luna, 19 Madrigal, 20 Escoboza, CT: Almaguer
Campionato nordamericano Under-20 20151 J. González, 2 K. Gutiérrez, 3 Bernal, 4 R. González, 5 Flores, 6 Guzmán, 7 E. Gutiérrez, 8 Lozano, 9 Pineda, 10 García, 11 Ramírez, 12 Reséndez, 13 Jáquez, 14 Aguirre, 15 Robles, 16 Benítez, 17 Márquez, 18 Díaz, 19 Martínez, 20 Lainez, CT: Almaguer
Campionato nordamericano Under-20 20171 F. D. Hernández, 2 Cortés, 3 Álvarez, 4 Esquivel, 5 Torres, 6 Cervantes, 7 Antuna, 8 López, 9 Cisneros, 10 Aguirre, 11 Magaña, 12 J. S. Hernández, 13 Vázquez, 14 Agüayo, 15 Mayorga, 16 Córdova, 17 Lara, 18 Zamudio, 19 Yrizar, 20 Aguilar Millán, CT: Ruiz